# Kompania „Koszta”

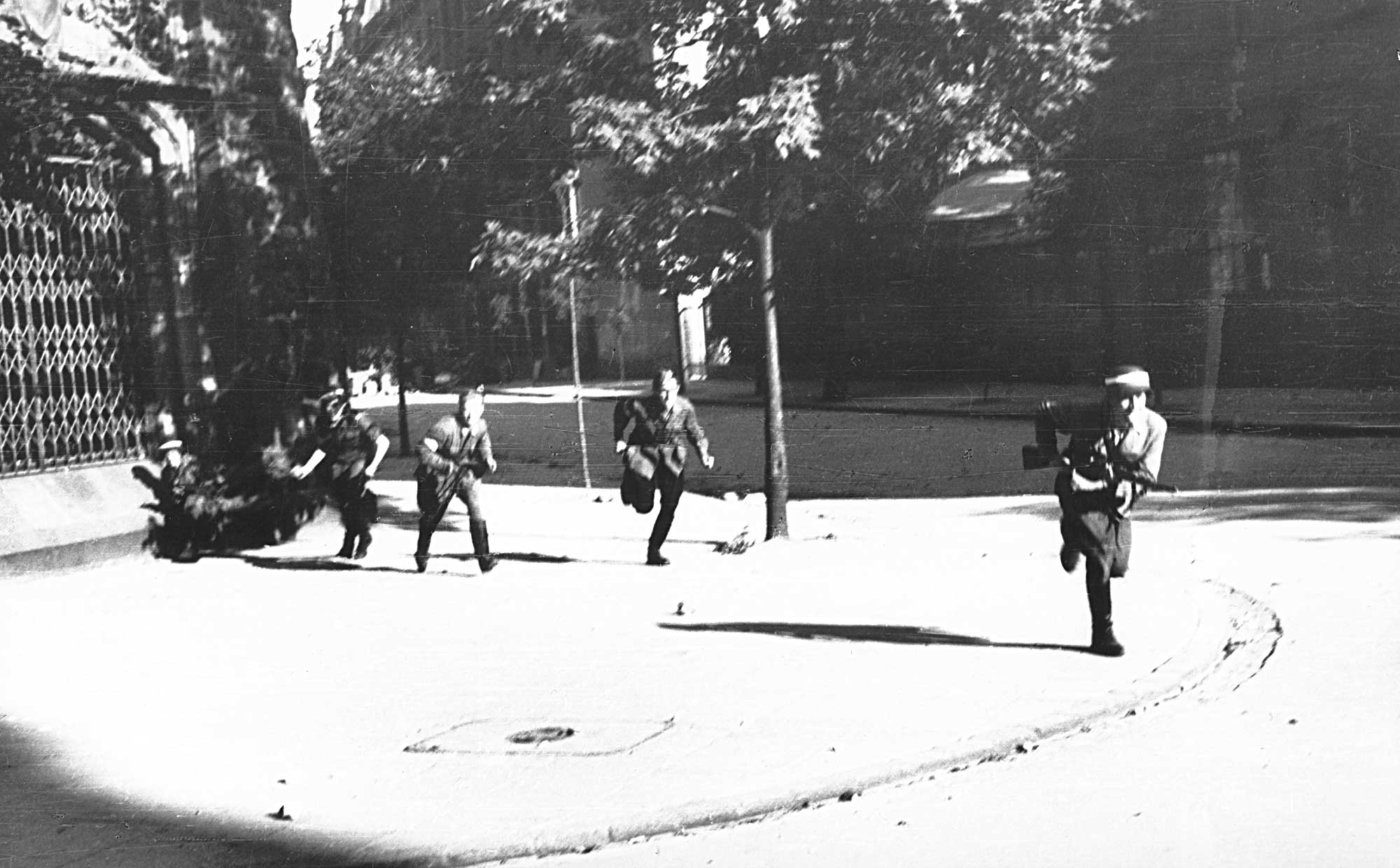
Natarcie na lokal „Esplanada” na rogu ulic Sienkiewicza i Marszałkowskiej. Atak został przeprowadzony przez żołnierzy kompanii „Koszta” 3 sierpnia 1944

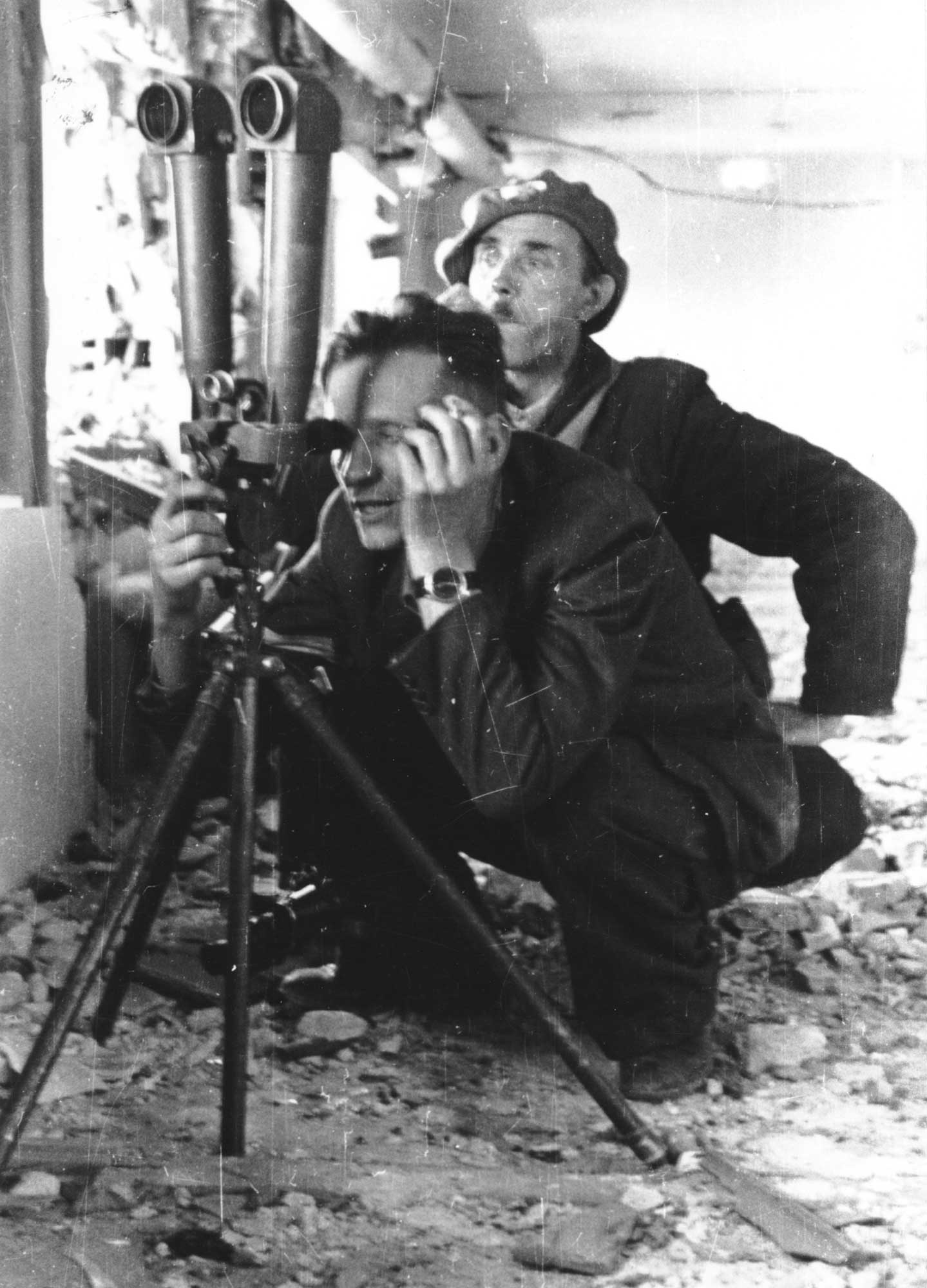
Kpt. Stefan Mich „Kmita” na wysokim piętrze wieżowca Prudentialu przy placu Napoleona szuka ruchu wojsk za Wisłą

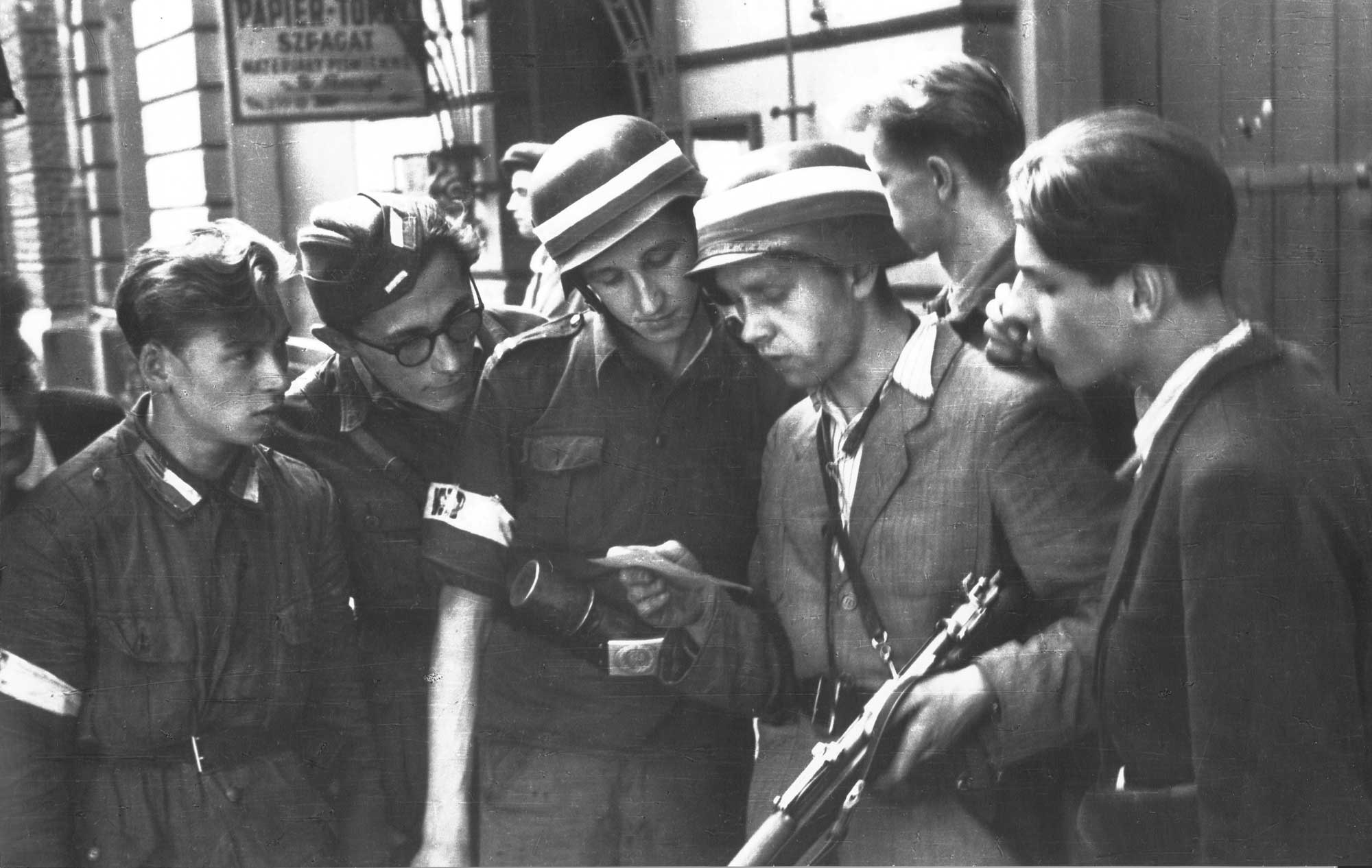
Powstańcy z „Koszty” na rogu Sienkiewicza i Marszałkowskiej, czytający ulotkę Generała von dem Bacha wzywającą do kapitulacji

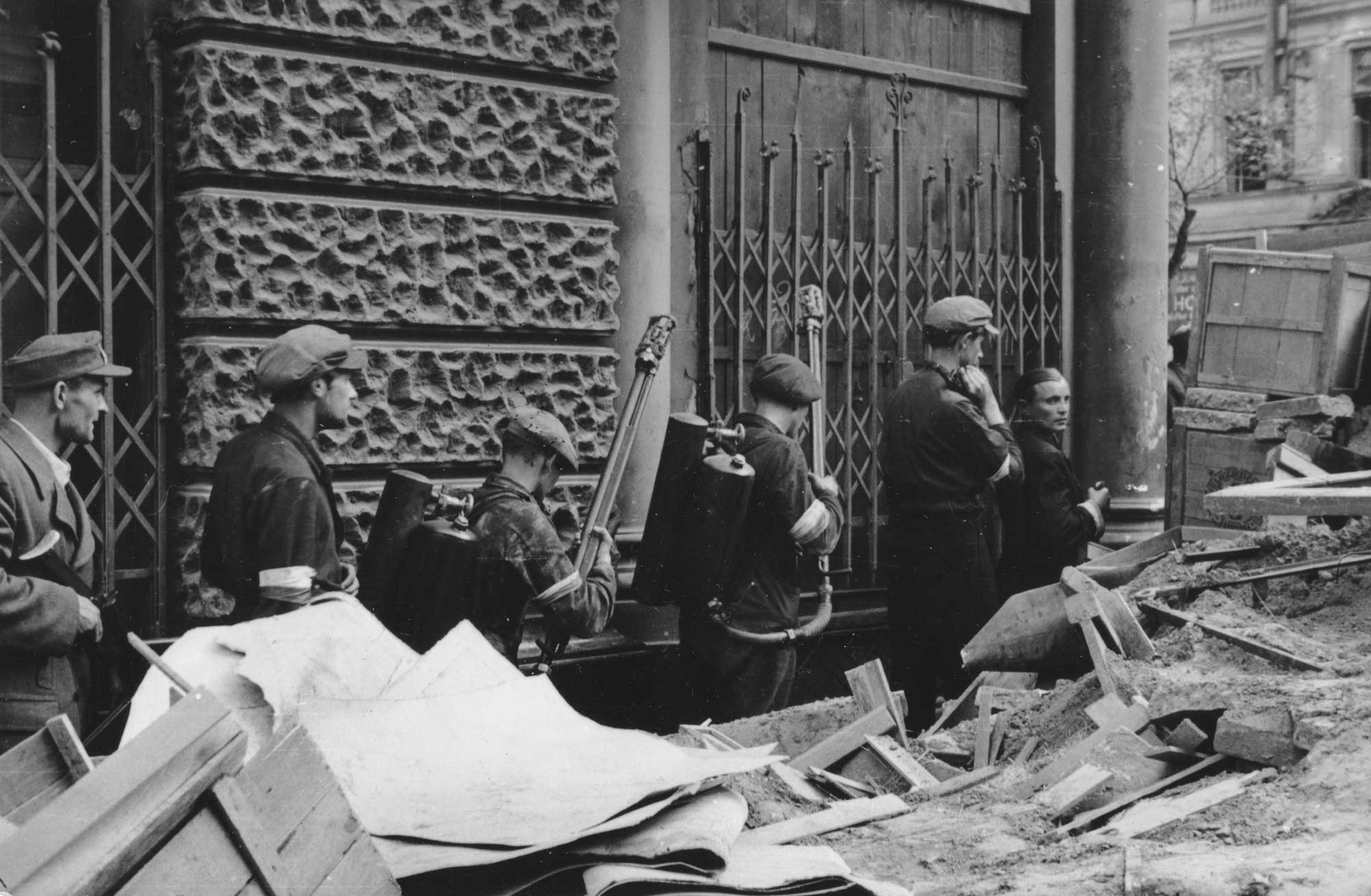
Grupa powstańców „Koszty” z miotaczami ognia koło sklepu „Ulricha” przy ulicy Moniuszki 11 na rogu Marszałkowskiej 128

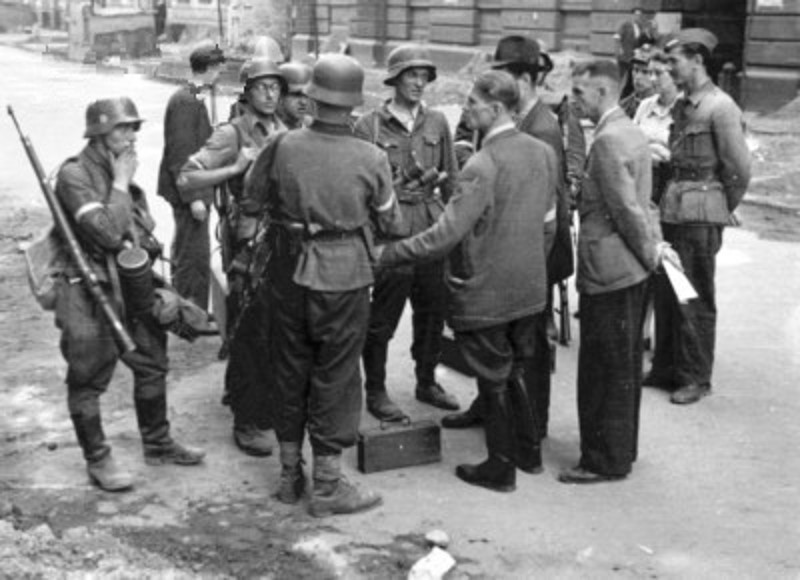
Odprawa żołnierzy 2 plutonu kompanii „Koszta” przy ulicy Moniuszki

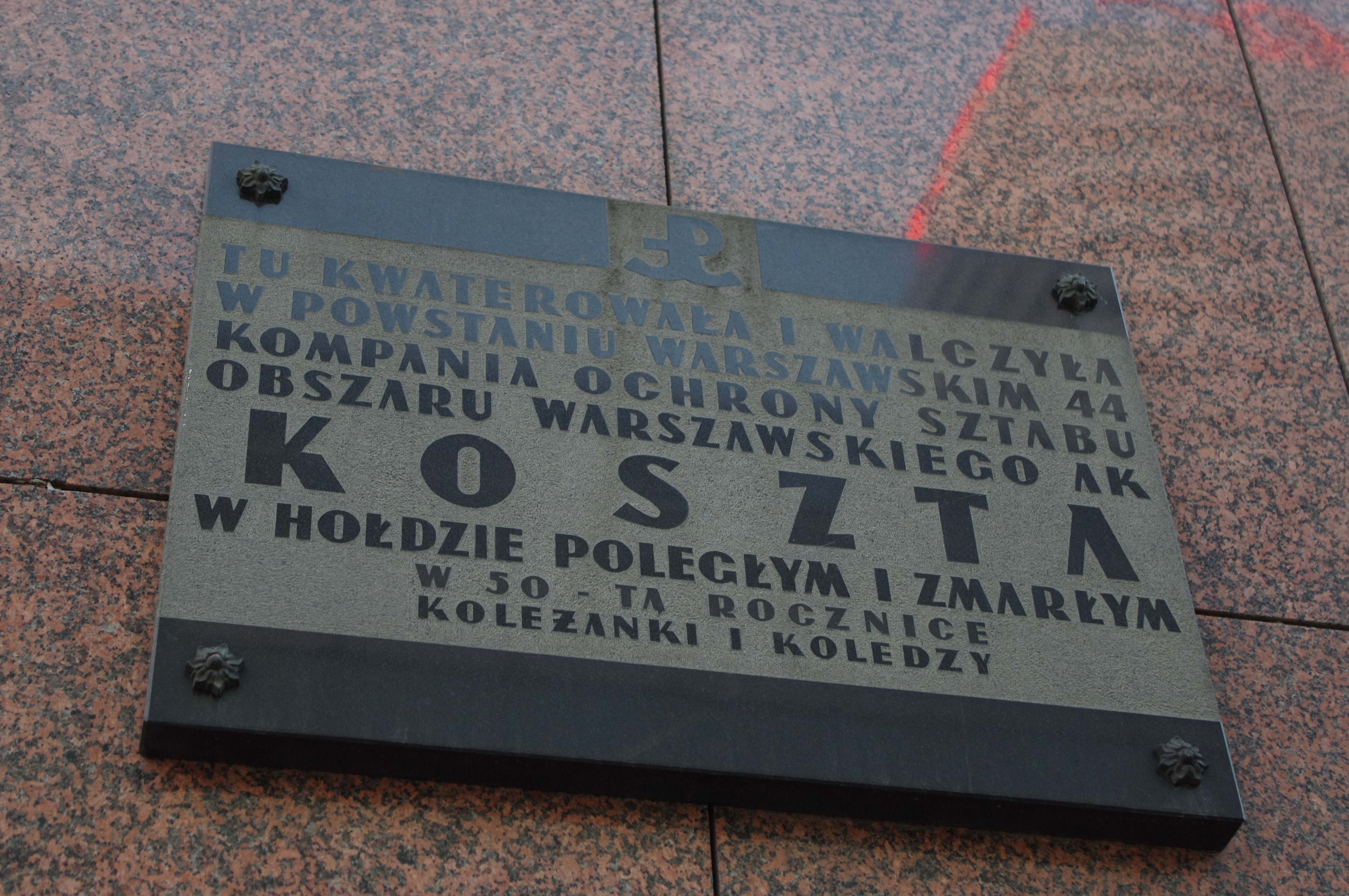
Tablica upamiętniająca żołnierzy Kompanii Koszta na ul. Sienkiewicza w Warszawie

Kompania „Koszta” – Kompania Ochrony Sztabu Obszaru Warszawskiego Armii Krajowej – oddział Armii Krajowej, istniejący w latach 1943−1944. Walczył w powstaniu warszawskim, w Śródmieściu Północnym. Po 20 września 1944 kompania weszła w skład 15 Pułku Piechoty „Wilków” AK.

## Historia
Utworzenie kompanii zostało zainicjowane pod koniec 1942, z inicjatywy szefa Oddziału III Obszaru Warszawskiego AK kpt. Wojciecha Borzobohatego „Jelita”. Zalążek kompanii utworzyła grupa absolwentów utworzonego w tym celu Kursu Szkoły Podchorążych Piechoty Obszaru Warszawskiego „Ojców”-„Szkoła”, którzy odbyli kurs od grudnia 1942 do kwietnia 1943. W sierpniu 1943 do oddziału dołączyła grupa z rozwiązanego batalionu „Kadeckiego”, tworząc pierwszy pluton kompanii. Kompania prowadziła konspiracyjne szkolenia, zajmowała się także dozbrajaniem i współpracą z partyzantką Armii Krajowej w rejonie Klembowa, Tłuszcza, Mińska Mazowieckiego.
Drugi pluton powstał z sześcioosobowej grupy likwidacyjnej Oddziału II B Kontrwywiadu Komendy Obszaru Warszawskiego AK, dowodzonej przez por. Romana Rozmiłowskiego „Srebrny”, „Roman”. Grupa ta rozrosła się do 40 żołnierzy, oddział ten do wybuchu powstania podlegał bezpośrednio szefowi Oddziału II Komendy Obszaru.

### Skład kompanii 1 sierpnia 1944
W skład kompanii przed rozpoczęciem walk wchodziło: 2 oficerów i 108 podchorążych, podoficerów i żołnierzy (62 z 1 plutonu, 40 z drugiego, 8 z drużyny dowódcy), 2 lekarzy 14 sanitariuszek, 7 łączniczek. Pierwszy pluton (62 żołnierzy) dysponował 2 rkm Browning wz. 1928, 8 pistoletami maszynowymi STEN i Schmeisser, 15 kb oraz kilkudziesięcioma pistoletami.
Dowództwo
- dowódca – kpt. Kazimierz Szelest „Korab”;
- szef kompanii – plut. pchor. Stanisław Arczyński „Adam”;
- drużyna dowódcy kompanii – kpr. pchor. Antoni Tuleja „Niedźwiedź”;
- I patrol sanitarny kierownik Melania Staniewicz-Wolska „Ewa Samarytanka”;
- II patrol sanitarny dr Zofia Lejmbach „Róża”;

Oddziały
- 1 pluton – dowódca plut. pchor. Włodzimierz Radajewski „Rataj”;
  - drużyna 1 – dowódca kpr. pchor. Jerzy Tyczyński „Jur”;
  - drużyna 2 – dowódca kpr. pchor. Bogdan Francki „Zbigniew”;
  - drużyna 3 – dowódca kpr. pchor. NN „Kmita”;
- 2 pluton – por. Roman Rozmiłowski „Zawada”;
  - drużyna 4 – dowódca plut. Antoni Wolski „Tolek”;
  - drużyna 5 – dowódca plut. Wacław Śpiewak „Stanisław”[7].

Wielka Ilustrowana Encyklopedia Powstania Warszawskiego, błędnie określa, stan kompanii na 3 plutony w dniu 1 sierpnia, podając że 3 pluton nie dotarł na koncentrację. W rzeczywistości 3 pluton powstał 2 sierpnia.

## Szlak bojowy
Kompania miała osłaniać Kwaterę Sztabu Obszaru Warszawskiego AK, który miał zająć gmach przy ul. Marszałkowskiej, pomiędzy ul. Moniuszki i Sienkiewicza. Miejscem koncentracji 2 plutonu była ul. Moniuszki 11. Z nieznanych powodów miejscem koncentracji 1 plutonu była ul. Rymarska 6 (obecnie nieistniejąca, równoległa do pl. Bankowego. Ponadto 1 pluton otrzymał rozkaz wymarszu około 16.20, co spowodowało starcie ze zmotoryzowaną kolumną Wehrmachtu wyjeżdżającą z ulicy Senatorskiej. Nie udały się kilkukrotne ataki na oddział niemiecki w ruinach pałacu Błękitnego. W trakcie walki zginęło czterech żołnierzy plutonu, zaś sześciu zostało rannych. Pluton przedarł się przez Ogród Saski w nocy z 1 na 2 sierpnia. W rejonie miejsca postoju Sztabu Obszaru znalazł się pluton 1 oraz drużyna dowódcy, która opanowała wskazane obiekty biorąc do niewoli jeńców.
2 sierpnia, ok. godz. 11 oddział niemiecki na dwóch transporterach opancerzonych, pod osłoną działa szturmowego zaatakował stanowiska kompanii. Niemcy dotarli do skrzyżowania ul. Siennej i Sienkiewicza z Marszałkowską. Natarcie zostało odparte, podobnie jak następny atak dwóch czołgów. W trakcie tych walk zorganizowano liczący 16 żołnierzy 3 pluton pod dowództwem ppor. Jana Polaka „Polański”.
3 sierpnia kompania zdobyła lokal „Esplanada” przy ul. Sienkiewicza. 4 sierpnia zaatakowano przy ul. Marszałkowskiej grupę 118 żołnierzy niemieckich mordujących mieszkańców. Niemców wyparto zadając im duże straty. Od 7 do 17 sierpnia kompania pełniła funkcję wartowniczą przy Komendzie Obszaru Warszawskiego. 9 sierpnia dowództwo kompanii przejął rtm. Zygmunt Konopka „Nowina”. Podczas walk oddziałami dowodził kpt. dypl. Stefan Mich "Kmita".
19 i 20 sierpnia uczestniczyła w zdobyciu PAST-y przy ul. Zielnej 37/39 i Poczty Głównej na pl. Napoleona (obecnie plac Powstańców Warszawy). Na 23 i 24 sierpnia przypadły walki o Komendę Główną Policji i kościół św. Krzyża przy ul. Krakowskie Przedmieście, zwyciężone przez oddziały powstańcze. 30 sierpnia ciężko został raniony dowódca 2 plutonu por. Rozmiłowski „Zawada” (zmarł 2 września), pluton objął ppor. Eugeniusz Lokajski „Brok”. W nocy z 29 na 30 sierpnia żołnierze kompanii „Koszta” uczestniczyli w ataku na pl. Grzybowski, mającym na celu połączenie z oddziałami Starego Miasta, zaś w dniach 2 – 10 września broniły ul. Grzybowskiej i ul. Wroniej.
5 września komendant Obszaru Warszawskiego przekazał kompanię bezpośrednio pod dowództwo Okręgu Warszawskiego.
Następnie w dniach 6 – 8 września oddziały „Koszty” broniły ul. Nowy Świat (gdzie poniosły duże straty), Wareckiej i Poczty Głównej. 7 września poległ dowódca 1 plutonu pchor Radajewski „Rataj”, zaś dowództwo plutonu objął kpr. pchor. Janusz Hamnakiewicz „Kulik”.
Od 10 września kompania weszła w skład odwodu „Sosna” utworzonego dla odcinka północnego. 25 września zginął por. Lokajski „Brok”, na jego miejsce ze sztabu „Sosny” przydzielono ppor. Janusza Zawodnego „Miś”.
Od 25 września na rozkaz płk Karola Ziemskiego „Wachnowski”, kompania objęła funkcje ochrony sztabu dowódcy powstania gen Antoniego Chruściela „Monter”, którą pełniła do zakończenia walk.
5 października kompania wraz z innymi oddziałami pułku złożyła broń i poszła do niewoli.
W trakcie powstania w kompanii poległo 43 żołnierzy, a 39 zostało rannych, co stanowiło 70% składu osobowego.

## Żołnierze kompanii (m.in)
- Eugeniusz Lokajski
- Krystyna Dąbrowska